# Hector de Callière
Louis-Hector de Callière, o de Callières (Torigni-sur-Vire, 12 novembre 1648 – Québec, 26 maggio 1703), è stato un funzionario francese, governatore generale della Nuova Francia dal 1698 al 1703.
Figlio di Jacques de Callières, che fu governatore della città di Cherbourg, e di Madeleine Potier de Courcy, Louis-Hector fece parte delle armate francesi già nel 1664. Nel 1684 divenne governatore di Montréal, in Nuova Francia, dove dimostrò la sua energia durante le guerre franco-irochesi. Nel 1687 Callière propose a re Luigi XIV un piano per bombardare e conquistare New York, ma il progetto fu abbandonato; nel 1689 fece fortificare la città di Montréal in modo da resistere agli attacchi irochesi. Nel 1694 ottenne la Croce di San Luigi.
Dopo la morte di Louis de Buade de Frontenac Callière divenne governatore generale della Nuova Francia. Ottenuto l'incarico, Callière si trovò a far fronte al problema del commercio delle pellicce con gli indiani e alla nuova guerra contro le colonie inglesi.
Nel 1703 morì durante una funzione religiosa a Québec.